# Évêché titulaire de Termae Himerae
Termae Himerae est le nom d'un diocèse de l'église primitive aujourd'hui désaffecté.
Son nom est utilisé comme siège titulaire pour un évêque chargé d'une autre mission que la conduite d'un diocèse contemporain.

## Situation géographique
Ce diocèse était situé en Sicile, dans l'actuelle Italie.

## Liste des évêques contemporains titulaires de ce diocèse
| Début      | Fin        | Nat. | Nom                           | Fonction exercée                               |
| ---------- | ---------- | ---- | ----------------------------- | ---------------------------------------------- |
| 16/12/1968 | 05/02/2006 |      | Mgr Antonio Maria Travia (it) | Aumônier des Œuvres pontificales               |
| 01/06/2006 | 09/08/2012 |      | Mgr Jean-Yves Nahmias         | Évêque auxiliaire de Paris                     |
| 30/05/2014 | 19/01/2019 |      | Mgr Paolo Giulietti (it)      | Évêque auxiliaire de Pérouse-Città della Pieve |
| 15/02/2019 | 11/11/2022 |      | Mgr Marco Salvi (it)          | Évêque auxiliaire de Pérouse-Città della Pieve |
| 30/04/2024 |            |      | Mgr Alfonso Raimo (it)        | Évêque auxiliaire de Salerne-Campagna-Acerno   |